# Frank Johansson
Frank Johansson, född 25 augusti 1962 i Karis, är journalist och chef för Amnesty International i Finland sedan 1996. 
Han har beskrivits som idealist, världsförbättrare och samhällsdebattör men betecknar sig själv som journalist och  människorättsbyråkrat.

## Biografi
Johansson bodde i Kenya under sin barndom och reste till USA som utbytesstudent innan han avlade studentexamen i Finland. Han demonstrerade för fred, gick med i Amnesty och vägrade millitärtjänst.
Efter studier i journalistik och internationell politik reste han  till Afrika 1988. Efter en tid i  Kenya fortsatte han till Sydafrika där han engagerade sig i kampen mot apartheid. Han skrev artiklar om ANC i bland annat Hufvudstadsbladet och Dagens Nyheter och efter återkomsten till Finland 1990 blev han informationssekreterare på Amnesty. 
Johansson ansökte om tjänstledigt år 2007 och ställde upp som kandidat för De Gröna i Helsingfors vid riksdagsvalet 2007.
Han misslyckades och blev inte vald så hans hustru föreslog att han skulle återuppta sina studier vid Helsingfors universitet. Efter magisterexamen återvände han med ny energi till chefsjobbet på Amnesty.
Frank Johansson är gift med Hanna Johansson, som är professor vid Konstuniversitetets Bildkonstakademi, och paret har tre vuxna barn.
Johansson utsågs till sommarpratare i radioprogrammet Vegas sommarpratare i YLE år 2023.